# Wegekreuz Pützstraße

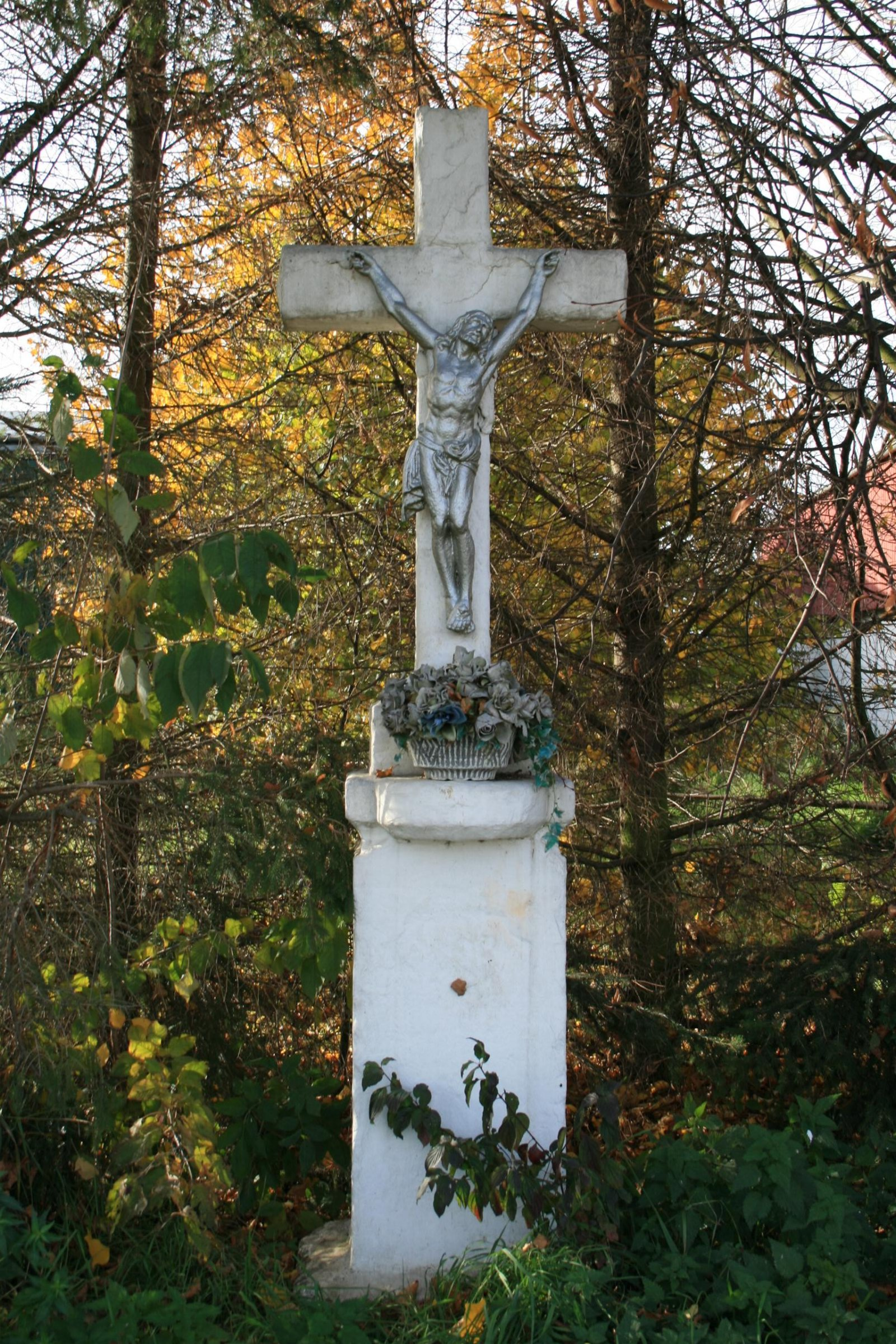
Das Kreuz

Das Wegekreuz Pützstraße steht am Ortsausgang von Dorweiler, einem Ortsteil der Gemeinde Nörvenich im Kreis Düren in Nordrhein-Westfalen.
Das Steinkreuz wurde in der zweiten Hälfte des 19. Jahrhunderts errichtet. Es besteht aus Buntsandstein und ist mit Binderfarbe angestrichen. Das Kreuz besteht aus einem Pfeiler mit Konsole, darauf ein hohes Kreuz mit gusseisernem Korpus.
Das Wegekreuz wurde am 8. März 1985 in die Denkmalliste der Gemeinde Nörvenich unter Nr. 9 eingetragen.